# Marika Rivera
Pour les articles homonymes, voir Rivera.
Marika Rivera (Paris, 13 novembre 1919 - Charlton Down, 14 janvier 2010) est une actrice et danseuse de cinéma et de théâtre de nationalité française.

## Biographie
Rivera est née à Paris en France. Elle est la fille de l'artiste cubiste mexicain Diego Rivera et de sa maîtresse Marie Vorobieff ("Marevna"), peintre russe. Lors de la naissance de Marika, Diego Rivera est marié à Angelina Beloff et il ne reconnait pas alors sa paternité. Marika a été élevée uniquement par sa mère. Rivera participe à des cours de danse et de théâtre dès son plus jeune âge. À 3 ans, elle commence à prendre des cours avec la danseuse et chorégraphe de danse moderne, Isadora Duncan.
En 1938, Rivera épouse le peintre français Jean-Paul Brusset et donne naissance en 1941 à leur fils Jean Brusset. Elle épouse par la suite Rodney Phillips, propriétaire de l'Athelhampton House, à Dorset, et est mariée de 1949 à 1957. À Dorset, elle donne naissance en 1949 à son deuxième fils David Phillips. David est le père de l'acteur anglais Jon Paul Phillips. Après son deuxième divorce, Marika habite dans l’arrondissement d’Ealing à Londres.
Marika Rivera décède le 14 janvier 2010, à l'âge de 90 ans.
Rivera a joué des rôles dans des films, comme Darling chérie (1965), La Motocyclette (1968), Un violon sur le toit (1971), Percy's Progress (1974), Le Casanova de Fellini (1976), Le voyage des damnés (1976), Hussy (1980), The Supergrass (1985), Hôtel du Paradis (1986) et Eat the Rich (1987).

## Filmographie
| Année | Titre                  | Rôle                              | Notes          |
| ----- | ---------------------- | --------------------------------- | -------------- |
| 1965  | Darling chérie         | Femme                             |                |
| 1968  | La Motocyclette        | Serveuse allemande                |                |
| 1971  | Un violon sur le toit  | Rifka                             |                |
| 1974  | Percy's Progress       | Madame Lopez                      |                |
| 1976  | Le Casanova de Fellini | Astrodi                           | Non créditée   |
| 1976  | Le Voyage des damnés   | Madame à Bordello                 |                |
| 1976  | Hussy                  | Chanteuse française               |                |
| 1985  | The Supergrass         | Propriétaire de la chambre d'hôte |                |
| 1986  | Hôtel du Paradis       | Marika                            |                |
| 1987  | Eat the Rich           | Marika                            |                |
| 1987  | Vincent                |                                   | (dernier rôle) |